# Silolembu
Silolembu is een bestuurslaag in het regentschap Bondowoso van de provincie Oost-Java, Indonesië. Silolembu telt 2245 inwoners (volkstelling 2010).